# Herpa (geslacht)
Herpa is een geslacht van vlinders van de familie bloeddrupjes (Zygaenidae), uit de onderfamilie Chalcosiinae.

## Soorten
- H. eleonora Oberthür, 1923
- H. luteola Leech, 1898
- H. ochracea Leech, 1898
- H. primulina Elwes, 1890
- H. subhyalina Moore, 1879
- H. venosa Walker, 1854